# Il cane dell'ortolano
Il cane dell'ortolano (El perro del hortelano) è una commedia palatina di Lope de Vega, pubblicata a Madrid nel 1618 in un volume di dodici commedie intitolato Oncena parte de las comedias de Lope Félix de Vega Carpio. Il titolo dell'opera procede dall'espressione idiomatica: «Ser como el perro del hortelano, que no come ni deja comer»; ovvero essere come il cane dell'ortolano che non mangia né lascia gli altri mangiare. La frase riassume l'argomento della commedia e l'atteggiamento di Diana dal momento che la contessa non potendo amare liberamente Teodoro, suo segretario personale, non concede a questi di amare un'altra donna o di essere amato.

## Trama
Tutto inizia di notte quando Teodoro e Marcella stanno conversando, di nascosto, in una terrazza del castello della contessa Diana. Tristán, di guardia alla porta, vede Fabio avvicinarsi e decide quindi di avvisare Teodoro per darsi alla fuga con il segretario. Cercando di scappare spingono però Fabio giù per le scale e tra la confusione generale viene dato l'allarme. Arriva quindi la contessa che, date le circostanze, capisce  presto che un uomo è entrato in casa a sua insaputa. Diana decide quindi di riunire tutti i servitori e di chiedere loro spiegazioni. Anarda le racconta della relazione amorosa tra Teodoro e Marcella, e quando quest'ultima viene ascoltata da Diana, conferma quanto detto, aggiungendo che sia lei che Teodoro vorrebbero presto sposarsi. La contessa concede al matrimonio nonostante sia lei stessa innamorata dello stesso uomo e quindi gelosa di Marcella.
Diana scrive quindi una lettera d'amore a Teodoro, il primo sonetto della commedia, come fosse però scritta da una sua amica che si è rivolta a lei in cerca di aiuto. Consegna quindi la lettera a Teodoro chiedendo che risponda lui stesso al sonetto. Il segretario, resosi conto delle intenzioni della contessa, decide di rifiutare Marcella che, per vendicarsi, decide di rivolgere le proprie attenzioni a Fabio. Passati pochi giorni però la contessa decide di respingere Teodoro e riceve due pretendenti, il conte Federico e il marchese Riccardo, comunicando la decisione di volersi sposare con uno dei due. Teodoro indignato per aver inutilmente rifiutato Marcella cerca di riavvicinarsi a lei che lo respinge a favore di Fabio. La situazione cambierà nuovamente con il riavvicinamento della coppia iniziare, Teodoro e Marcella.
Diana, nuovamente gelosa, fa capire a Teodoro di essere innamorata di lui (aspetto che le provoca vergogna e che mette a rischio la sua reputazione dal momento che l'uomo non appartiene alla nobiltà). Terminata la conversazione con la contessa, Teodoro confessa a Marcella che Diana vuole che lei si sposi con Fabio.
Poco dopo Diana rifiuta il marchese Riccardo, e Teodoro stanco di false speranze da parte di quest'ultima, si riavvicina a Marcella. Il marchese Riccardo e il conte Federico capiscono che Diana è innamorata di Teodoro e sanno che questi non appartiene alla nobiltà. I due decidono di rivolgersi a Tristán affinché uccida Teodoro in cambio di denaro. Tristán, servitore di Teodoro, racconta tutto al proprio signore e ingegna un piano per salvargli la vita. Il piano consiste nel far visita al conte Ludovico, e presentare Teodoro come il figlio di cui il conte non aveva più avuto notizie da molti anni. L'idea di Tristán ha successo, e viene quindi confermata la nobiltà, falsa, di Teodoro. Il conte Ludovico si reca in visita al castello di Diana, dove, secondo quanto gli ha raccontato Tristán, lavora Teodoro come segretario, ignaro della sua vera identità. Il conte Ludovico riconosce Teodoro come figlio, risolvendo così il problema della reputazione di Diana. Quest'ultima, informata sulla realtà dei fatti, decide di accettare l'idea della falsa agnizione di Teodoro. I due, Diana e Teodoro, possono ora sposarsi. Marcella, abbandonata dal segretario, si sposerà con Fabio.

## Personaggi
- Diana: contessa di Belflor, donna molto fredda, incapace di dimostrare i propri sentimenti.
- Teodoro: segretario di Diana, indeciso e desideroso di accrescere la propria posizione.
- Tristán: abile servitore e migliore amico di Teodoro. Riesce a portare a termine con successo il piano pensato: salva la vita al suo signore e lo fa sposare con Diana.
- Fabio: servitore di Diana. Si sposa con Marcella alla fine della commedia.
- Marcella: servetta di Diana ed inizialmente promessa sposa di Teodoro.
- Riccardo: marchese innamorato della contessa Diana. Dopo aver capito che la donna è innamorata di Teodoro, decide di pagare Tristán per eliminare il rivale in amore.
- Federico: conte e pretendente di Diana.
- Ludovico: conte, vedovo e alla ricerca del figlio Teodoro del quale non ha più notizia da molto tempo. Viene ingannato da Tristán, che si presenta al suo palazzo come commerciante greco a conoscenza di un importante segreto.
- Anarda: servetta di Diana.

## Rappresentazioni teatrali
Tatiana Pavlova mise in scena la commedia nel luglio 1950, in occasione della Stagione Mediterranea di Arte e Cultura, nel Parco di Nervi. A predisporre la scenografia fu Giorgio De Chirico. 

## Adattamenti
Nel 1996 la commedia è stata adattata in un film omonimo, diretto da Pilar Miró.